# 히로시마 현립 미술관
히로시마 현립 미술관(일본어: 広島県立美術館 히로시마켄리쓰비주쓰칸[*])은 일본 히로시마현 히로시마시 나카구에 있는 현립 미술관이다.
1968년 9월 22일, 주고쿠 지역 최초의 공립 미술관으로서 개관하였다. 현재의 건물은 구 박물관 옆에 있던 구 히로시마 현립 도서관의 부지에 확폭하여 1996년 10월 6일 신축하여 재개관한 것이다.
슛케이엔에 인접하여 양쪽 모두 볼 수 있도록 고안되어 있다.

## 같이 보기
- 히로시마 미술관
- 히로시마시 현대미술관
- 슛케이엔